# San Bernardo del Tuyú
San Bernardo del Tuyú, popularmente conocida como San Bernardo, es una ciudad balnearia y turística argentina en el partido de La Costa, provincia de Buenos Aires. 
El emplazamiento al este de la provincia de Buenos Aires, hace que sus playas sean bañadas por el mar Argentino, en el accidente conocido como cabo San Antonio.
San Bernardo es también mencionada como "La Perla de La Costa" por ser el centro urbano con mayor movimiento comercial turístico del partido y por la belleza de la ciudad.
En 1957, el poeta montevideano radicado en Argentina, Juan Burghi (1889-1985), le dedicó el poema "San Bernardo".
Las playas de San Bernardo presentan los días de viento norte aguas templadas (16 °C) y pardas, mientras que son más frías (13 °C) pero de color azul cuando ocurren las sudestadas.[cita requerida]
La temperatura máxima promedio en verano es de 26 °C, con máximas de 33.[cita requerida] En invierno se transforma en una ciudad muy tranquila donde las temperaturas bajan considerablemente.

## Historia

### Antecedentes
Los antecedentes de San Bernardo pueden encontrarse cuando uno de sus fundadores, el Sr Juan Carlos Chiozza, se juntó con los Sres.  Luis Juan Guerrero y Luis Pina, y compraron en el año 1939 unas 114 hectáreas, pertenecientes a la familia Cobos-Ramos Mejía en lo que actualmente se conoce como Mar de Ajo Norte, con el objetivo de fundar un pueblo marítimo.
Allí levantaron un balneario e incluso pensando en un puerto de aguas profundas, se embarcaron en construir un espigón de hormigón marítimo entrando al mar, que algunos años más tarde sería reutilizado como muelle y que hasta nuestros días se lo utiliza como "El Muelle de Pesca Mar de Ajo" situado  en la actual localidad de Mar de Ajo. La obra  fue encargada a la empresa Haarem y Tosi, y quien estuvo a cargo de los trabajos fue el Ingeniero Alberto Casalis.  
La obra se intento ejecutar por la sociedad SAMIC y hasta el año 1942 solo se pudieron completar unos 134mts. de longitud, pero por problemas económicos el proyecto no se finalizó. 
Por otro lado el Loteo de Mar de Ajo Norte, no conformo a los socios, y decidieron disolver la sociedad 3 años más tarde, por el año 1942.
El muelle desde el año 1966, año en que se fundó El Club de Pesca y náutica Mar de Ajo, pasó a ser administrado por esta asociación y se completaron los 136 m restantes pasando a un total de 270 m de longitud total.

### Creando desde cero[1]
Para el año 1942 en una cena de amigos se comienzan a intercambiar ideas, Juan Carlos Chiozza, no habiendo quedado conforme con la experiencia de Mar de Ajo Norte, comparte su proyecto e idea a sus hermanos y amigos y se reinicia el objetivo. De ese modo el 20  de noviembre de se formó —C.I.D.E.A.— «Compañía Inmobiliaria del Este Argentino S.R.L.», integrada por nueve entusiastas amigos, que pasaran luego a ser los fundadores de lo que se denominara años más tarde como San Bernardo del Tuyú.
La compañía (C.I.D.E.A) estaba integrada entonces por: Pedro Podestá, Pedro H. González, Francisco Martini, Tito Trebino,  Amadeo Barousse y los Hnos. Chiozza (Carlos, Enrique, Mario y Arnaldo).
Juan. C. Chiozza y Pedro Podestá ocuparon por contrato y ad-honorem el cargo de gerentes de la Sociedad.
Los nueve fundadores fueron los que llevaron a cabo la compra de 191 Hectáreas junto a la costa atlántica argentina.  
El terreno originario estaba ubicado en el sudeste del establecimiento ganadero denominado «San Bernardo» y que pertenecía a los señores Juan Enrique, María Faustina, Carlos, Luis y Alberto Duhau. La compra fue realizada con la intención de fundar un balneario y una villa turística familiar. 
En cuanto al nombre elegido para la localidad, fue un tema de conversación en una de las primeras reuniones de socios fundadores. Hubo diversas propuestas, pero finalmente, por ser parte de la estancia San Bernardo, llamada así en memoria de su fundador don Bernardo Duhau, y por ser además un nombre que evoca la memoria del célebre Bernardo Abad de Claraval (un monje cisterciense francés, patrono de la localidad), se decidió dejarle el nombre de San Bernardo, siendo agregado  años más adelante el "Tuyu", completando así su nombre actual.
A comienzos de 1943 la compañía fundadora sometió al gobierno de la Provincia el proyecto de replanteo del balneario, este fue aprobado por el decreto N.º 27.248, el 3 de abril de 1943, suscripto por el gobernador Dr. Rodolfo Moreno. 
Luego se designó un ingeniero para el trazado de los planos del loteo, mensura y amojonamiento de los terrenos. Los planos fueron aprobados por el decreto N.º 5.435 del poder ejecutivo de la Provincia de Buenos Aires, el 29 de noviembre de 1943, firmado por el Comisionado Nacional el Sr. A. Verdaguer.

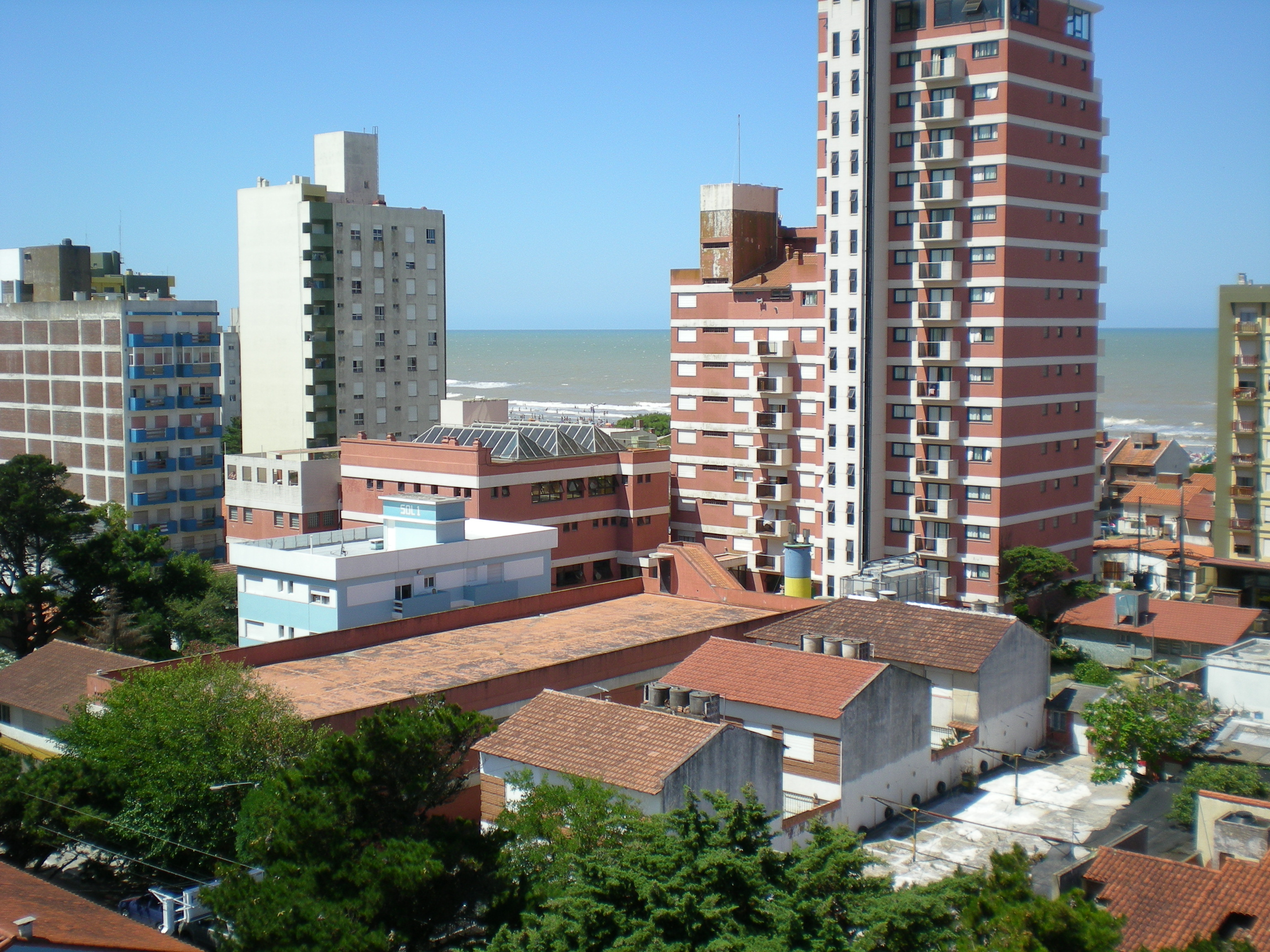
San Bernardo desde el aire

Al mismo tiempo que uno de los fundadores, el Dr Pedro Podestá, se encargaba de todos los requisitos legales, se preparaban las distintas herramientas de trabajo y especialmente las maquinarias. Entre ellas se encontraban: tres tractores a oruga con topadora y pala mecánica que habían sido compradas de segunda mano, y luego reparados en los talleres de Doc Sud.
Se desprende de varias notas registradas en los libros de la Compañía, que el 16 de julio de 1943, se consulto a varias empresas con referencia al costo del transporte por agua y por tierra de la maquinaria cuyo peso se estimaba en 30 toneladas.
Finalmente, los servicios de dichas empresas no fueron utilizados, ya que el transporte por tierra fue organizado y llevado a cabo por los propios fundadores. Se tardó tres días en llegar a San Bernardo, la velocidad promedio era de unos 15/20 km/h, por la noche se hacía campamento y se realizaban preparativos para la campaña del día siguiente.

### Los Primeros Frutos
En 1943 comenzó el loteo de terrenos, la construcción de una plaza y de las primeras instalaciones, y finalmente, a pedido de la compañía, fue firmado el decreto N.º 27.248, de 3 de abril de 1943, suscripto por el gobernador Dr. Rodolfo Moreno. 
La idea fundamental fue fijar los médanos costeros con tamariscos, fanerógama de la familia de Tamaricácea, planta nativa de las zonas más secas de Eurasia y África, especie elegida por vivir en suelos salinos, tolerando hasta 15.000 ppm de sal soluble y álcalis. Esta especie ya había sido utilizada por el gobierno de la provincia de Bs. As. en la zona, durante la década del 30, cuando se fundó el vivero Cosme Argerich, años más tarde pasados a la órbita de la Municipalidad de la Costa.
Para poder lotear el futuro balneario se niveló la tierra y se plantaron especies de pinos, eucaliptos, cipreses, acacias, sauces (nativos) entre otras especies, con el objetivo de generar protección de vientos, generar una villa parque y fijar los suelos.
Se loteó de la siguiente manera: las cuadras paralelas la mar, con un largo de 120mts cada una; las que desembocaban en el mar, con 80mts. cada una. Así que el loteo determinó una longitud de 19 manzanas de frente marítimo por 7 de fondo, hasta la avenida Tucumán. 
La supervisión general de las tareas recayó en Ángel Chiozza, otro hermano de Juan Carlos que no formaba parte de la sociedad, pero se lo contrató para el trabajo de campo. El segundo de Ángel Chiozza, era el Sr. Arnaldo «Velacho» Dávila, un baqueano de la zona conocedor del terreno y engranaje fundamental para la ejecución de los primeros trabajos. Este se transformaría luego en coordinador de los trabajos y mano derecha de los fundadores, a quien se le otorgaría el permiso para poner luego la primera inmobiliaria de San Bernardo, inmobiliaria que cerro sus puertas en el año 2010,. Recién a finales de la década del 60 aparecería la segunda inmobiliaria, de la zona, ligada a uno de los socios fundadores, Podestá Inmobiliaria, pero inicialmente más dedicada a la construcción.  
De este modo, el 4 de enero de 1944, en un acto simbólico, se concretó la «fundación» del pueblo turístico, mismo año en el que se efectuaron las obras de pavimentación originales. 
El primer lote lo compró el Dr. Alcalde, un turista mendocino en marzo de 1944, dos meses después de haberse celebrado el acto inaugural del naciente pueblo. 
En 1946, C.I.D.E.A. construyó 4 chalets con la idea de sugerir un tipo de construcción. Aun hoy se conservan algunas de esas edificaciones, entre ellas los chalets emplazados en  San Juan 2186 (esquina Esquiu), comprado por Don Antonio Castro a C.I.D.E.A. en el año 1947, y una de las cuatro primeras construcciones, en la esquina opuesta, adquirido primero por Francisco Martini y luego transferido al fundador  Pedro Podestá, chalets que se encuentran intactos hasta el día de hoy, siendo todo el resto de los chalets originales modificados y/o demolidos, incluido el de la esquina de Chiozza y Av. San Bernardo propiedad del propio J.C Chiozza, donde funcionó por varios años un bar denominado IguanaWana, hasta que fue demolido y reemplazado por locales comerciales, hoy local gastronómico denominado "Mac Bar".-
De los cuatro chalets originales mencionados, uno de ellos construido en la intersección de la calle Hernandarias y J.C Chiozza había sido denominado como chalet  "de la Compañía", el mismo fue otorgado por la Sociedad al Sr. Ángel Chiozza para que se radicara en la localidad con su familia y de allí pudieran atender el resto de los socios cuando estaban en el lugar. 
El mismo año 1946, el Sr Francisco Monaldi, compró tres lotes y edificó sobre uno de ellos «Ranchito Pompeyano», siendo este el primer chalet edificado por un comprador.

### El crecimiento
Tito Zapateiro -otro pionero de la zona, vinculado a la fundación de Lucila del Mar- compró también a los Duhau, la franja de terreno lindero a la avenida Tucumán, con un total de 5 manzanas de fondo por 19 de frente. De esta forma, se adelantó a las intenciones de la C.I.D.E.A. de comprar esos terrenos para una segunda etapa. De todas formas, con el tiempo la C.I.D.E.A. se encargó del loteo correspondiente y dichas manzanas se incorporaron a San Bernardo. 
El primer hotel fue el Riviera, ubicado en Costanera entre Strobel y Esquiú.
El primer edificio lo construyó Juan Tescari, en la calle Chiozza y De La Reducción y lo bautizó Bernardino Rivadavia. A partir de la década de los 1980, comenzó un bum de construcción vertical, que modificó severamente el horizonte de la ciudad, incluso por fuera de los parámetros que los nueve Fundadores tenían en sus ideas originarias, convirtiendo en poco tiempo la misma en la más edificada en altura y densidad del Partido de la Costa.

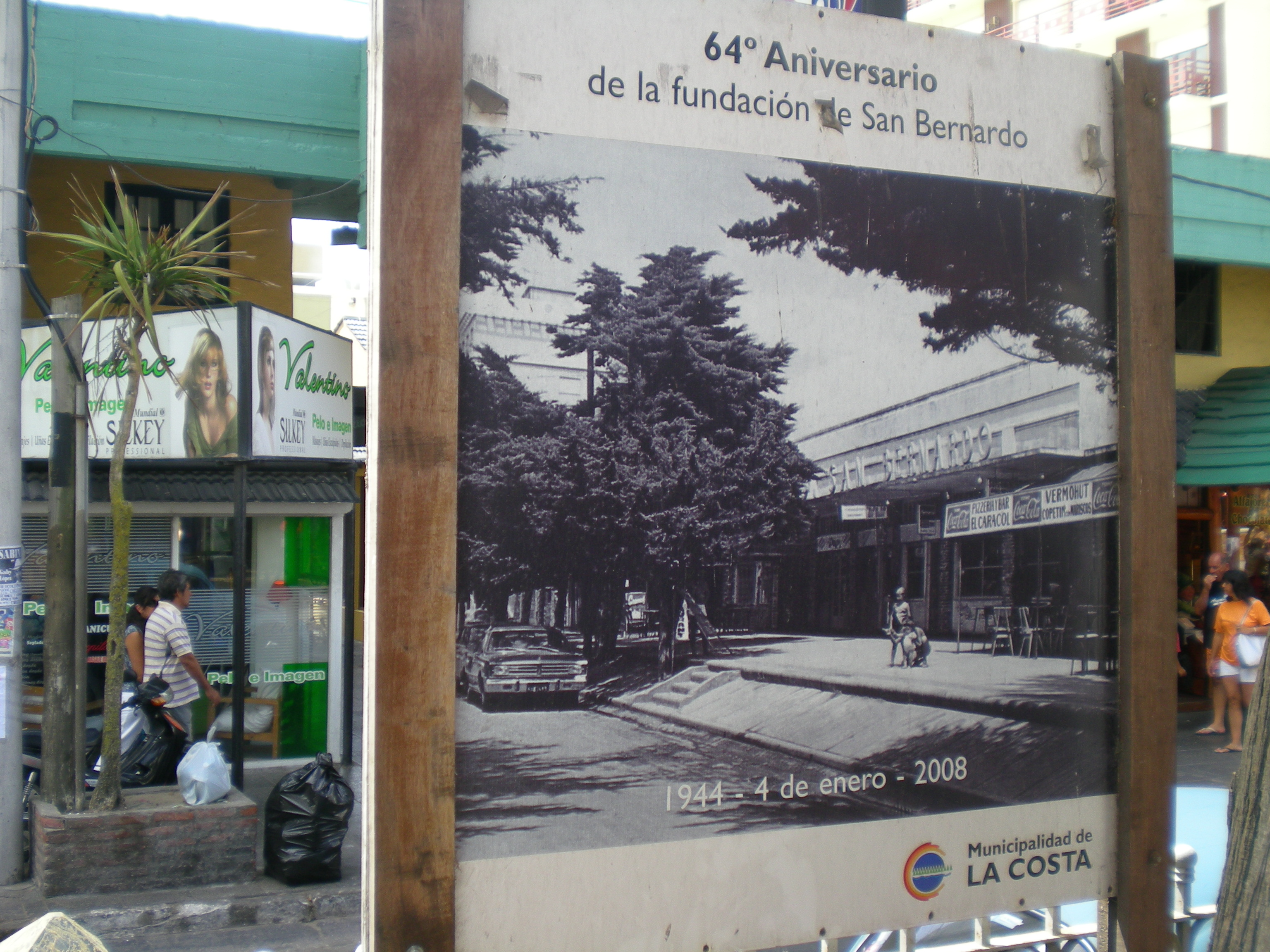
Vereda alta ayer y hoy

En 1997, el Consejo Deliberante incorporó al barrio Ezcurra Medrano -hoy también se lo conoce como barrio San Carlos-, que se encuentra en el polígono comprendido entre Garay hasta calle N.º 25, desde la calle N.º 25 hasta la calle José Hernández y de esta  hasta la calle El Cano, cerrando el polígono en la calle Juan de Garay.

### Vereda alta, área comercial planificada.
Para crear un centro comercial y que los negocios no se dispersaran, la compañía C.I.D.E.A. decidió construir un mercado en la calle Mendoza -hoy J. C. Chiozza- entre Strobel y De La Reducción. Fue una de las primeras construcciones que se realizaron. 
En aquel entonces, decidieron hacer el "centro comercial" en altura para no temer la crecida del mar, motivo por el cual se la conoció como la "Vereda Alta". Allí se emplazaron entonces los locales de primera proveeduría del pueblo. 
La construcción fue encomendada al arquitecto Bernaschina, y para estimular la instalación de comerciantes se establecía por contrato 5 años de gracias y recién el sexto año de permanecer comenzaba a cobrarse un canon locativo. El almacén de ramos generales fue atendido durante muchos años por Gines Parra, además había un bar pizzería denominado "El Caracol" del Sr Castillo, un bar-lácteo del Sr. Carbone, la verdulería de Sr. Funes y la Carnicería del Sr Curto.
Los lotes contra frentes de los locales comerciales, cuyas fachadas daban a la calle principal, habían sido dejados libre, y los locales tenían un área posterior centralizada, desde donde accedían los proveedores, con el objetivo de que el momento de la recepción de la mercadería fresca, no se vea desde los propios locales donde estaban los clientes y compradores de mercaderías, .
Hoy en día, los negocios fueron cambiando pero la "Vereda Alta" permanece como un símbolo de aquellos tiempos en pleno centro de la ciudad.
La Asociación de Fomento
En el año 1950, el incipiente crecimiento empezaba a generar problemas, uno de ellos fue el de los servicios de electricidad y otros servicios esenciales.
Para ello se formó una comisión provisoria y se convocó a una asamblea para formar la "Asociación de Fomento San Bernardo", con el fin de atender asuntos de orden urbano, social , cultural y deportivo.
La comisión estaba formada por los Sres. Roberto López, Daniel Reguera, Adelino Ratazzi, Enrique Camio y Ángel Chiozza (este último actuando por la compañía). La comisión que actuaba dentro de la Asoc. de Fomento en formación ya contaba con aportes por acciones suscriptas para la futura Cooperativa de electricidad.
El 30 de octubre de 1950 la comisión especial convocó a una Asamblea llevada a cabo el día 6 de noviembre en la casa de la Provincia de Buenos Aires, situada en la calle Callao N.º 235, de la Capital Federal, para tratar los asuntos de: 1) Realizar un informe especial pro Luz dando a conocer trabajos efectuados a fin de asegurar la provisión de corriente eléctrica a "San Bernardo" 2) La constitución de la Cooperativa Eléctrica "San Bernardo" Hoy Cesop Ltda.
Luego en 1961 otra circular informaba que en el mes de octubre la Asoc. de Fomento había quedado reconocida como persona Jurídica por el Dto. del Poder Ejecutivo de la Provincia de Buenos Aires
El 11 de octubre de 1961 los socios de la Compañía Fundadora con el fin de conformar definitivamente la "Asoc. de Fomento de San Bernardo" procedieron a otorga una escritura traslativa de dominio de cinco lotes denominados "L" ,"M", "N", "O" y "P" de la manzana N.º 64 por el precio de 9.955,56 $Mn, haciéndose constatar que dadas las condiciones liberales fijadas para la operación y el carácter de la compradora como constituida para el bien Común, esta asumía el compromiso moral ante la vendedora y el vecindario de dedicar los terrenos a fines de interés general y entregar a la Asoc. la suma de 10.000 $Mn con carácter de contribución especial de la Compañía Fundadora. Así, con la simultánea ejecución de estos dos actos, quedó perfeccionada la donación a la Asociación de Fomento por parte de la Cía. Fundadora C.I.D.E.A.
En el mes de diciembre de 1961, el socio Pedro Podestá donó a la Asoc. de Fomento un lote de terreno denominado "Lote Nro 2" sobre la calle  Frías, a fin de contribuir financieramente a los trabajos de conservación y reparación de pavimentos, declarando hacerlo en homenaje a la memoria de J C Chiozza. El Terreno fue rifado por la Asoc. de Fomento a beneficio de sus obras.

## Límites
San Bernardo se encuentra situado en el actual Partido de La Costa, municipio formado en 1978 por medio del Decreto-Ley n.º 9024. Cuando se realizó la primera urbanización San Bernardo tenía 19 manzanas de frente marítimo por 7 manzanas de fondo. Desde la calle Obligado, hasta la calle Av. Belgrano y desde la calle Av. Costanera, lindante al océano Atlántico, hasta la calle Av. Tucúman. Formando un total de 115 manzanas, Del total de las manzanas Diez (10) están formadas por figuras triangulares cortadas al medio por las calles Diagonales denominadas "Diagonal Urquiza" y "Diagonal Estada", estas manzanas triangulares formaban un total de 100 lotes. 
Además se designaron 3 manzanas completas para espacio Verde público. La primera situada en la manzana Nro 128 entre las calles Santiago del Estero y Av. Tucumán y con dos calles "pasajes" laterales que lo separaban de las manzanas Nro127 y Nro129. de 74mts x 51,51mts, Manzanas irregulares donde actualmente se emplazan instalaciones de la Asoc. de Fomento San Bernardo (Mza127) y la Feria de Artesanos de temporada, junto con la institución educativa Jardín de infantes N°908 (Mza129), quedando la plaza en el centro con un total de 10.286mts2.
La Segunda plaza situada en la manzana Nro 81 -hoy 97-entre las calles Catamarca, De la Reducción, Av. Mitre y Mensajerías, con 8.436mts2, y por último la emplazada en la Manzana 116 -hoy mza143- entre las calles Av. Tucumán, Machado, Santiago del Estero y Drumond.  

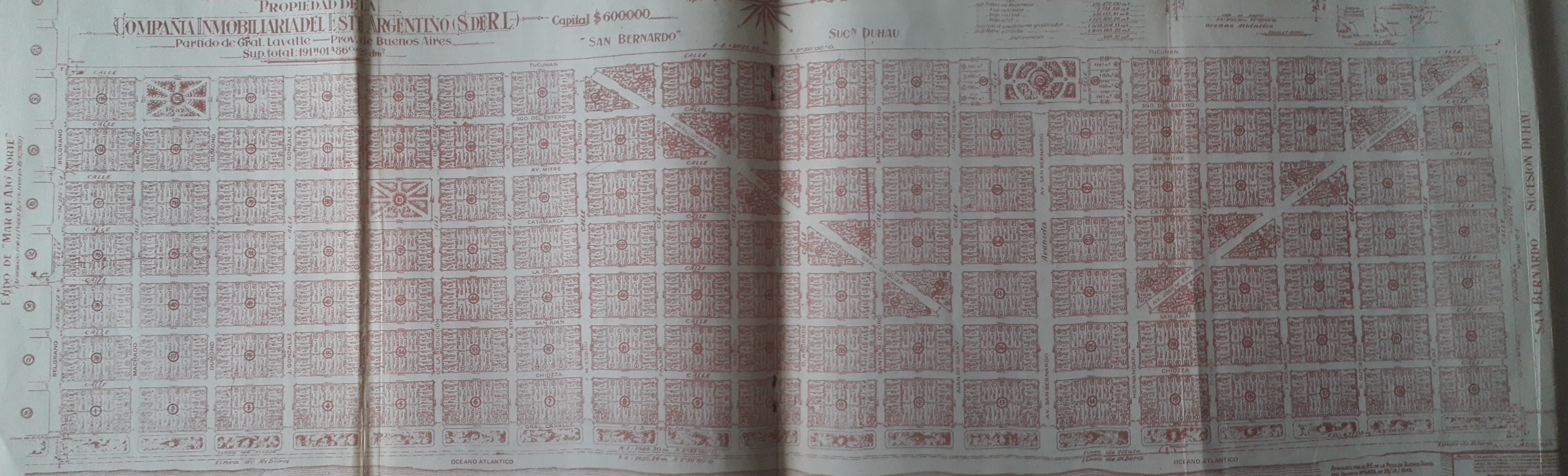
Plano Loteo Inicial San Bernardo, CIDEA SRL

A esta parte inicial de San Bernardo se la denomino catastralmente como Sección RR. Años más tarde, como se mencionó anteriormente, y producto del explosivo crecimiento de San Bernardo, el Sr. Zapateiro compró las tierras lindantes (desde la calle Av. Tucumán hasta Av. el Cano) y las saco a remate, sin ningún tipo de inversión en infraestructura, adelantándose a las intenciones de los fundadores que eran forestar y urbanizar de modo paulatino y de ese modo sostener un crecimiento armónico con el desarrollo urbano, de todos modos la compañía pudo adquirir algunas quintas del loteo y forestarlas, esta actitud de comprar invertir planificar y desarrollar demuestra que los fundadores iniciales no tenían un afán de acumular tierras para lotear y vender, sino dedicarles tiempo, cariño y dinero para verlas florecer. 
Esta segunda parte se componía de un cuadrante de 5 manzanas de fondo por 19 de frente, generando un total de 95 manzanas, quedando como espacio verde público, solo la actual Manzana Nro 71, entre las calles Gaboto, Strobel, Madariaga y De la Reducción, y la manzana Nro 80 en Zuviria, el Cano, José Hernández y Gaboto, hoy disponible parcialmente. A esta segunda etapa de loteo se la denomino Catastralmente como Sección W. 
Originariamente San Bernardo tenía un loteo de 600mts2 disponibles solo para la realización de viviendas unifamiliares, cuya características sugeridas eran de Chales de planta simple, opcional dos pisos, pero libre de medianerías y con retiros. Esto generaba una menor explotación y usos del suelo, resultando buenos indicadores urbanísticos y  un desarrollo socioambiental armónico con el desarrollo de un pueblo parque. Luego y como producto del Fallecimiento de J C Chiozza, los sucesores comenzaron a dividir los lotes generando sub-parcelas de las parcelas existentes, generalmente lotes de 20mts de frente por nuevos lotes de 10mts de frente por 30 metros de fondo.
En una tercera etapa se incorporaron las diez primeras cuadras que van desde la ruta hacia el mar, solo tienen 8 cuadras de ancho, -tomando como eje la avenida San Bernardo hacia Norte y Sur.- Este último loteo denomino barrio "San Carlos" -también conocido como barrio Ezcurra Medrano (en referencia a la empresa que hizo el loteo)- este va desde la calle El cano hasta la cale Nro 21. Lueg se ha subdividido a la zona con otras y otras denominaciones barriales no oficializados, tales como: los barrios San Cayetano, Santa María, Santa Lucía y de los Maestros (Docente), todos pertenecientes a la localidad de San Bernardo del Tuyú.
El último acto de loteo se realizó el 6 de agosto del año 2013, llevado a cabo por la empresa Galo, se incorporan como Sección W,  un total de 224 parcelas, ubicadas en el cuadrante que va desde las calles R. Obligado y José Hernández, entre las calles Av. el Cano y Calle Nro 20, previendo una parcela libre para disponibilidad de espacio verde de 15.495mts2 y otra parcela para reserva de equipamiento comunitario de 5.100mts2, además de dos calles sin salida, que finalizan en rotondas de circulación, que son una innovación para la trama existente en la localidad.

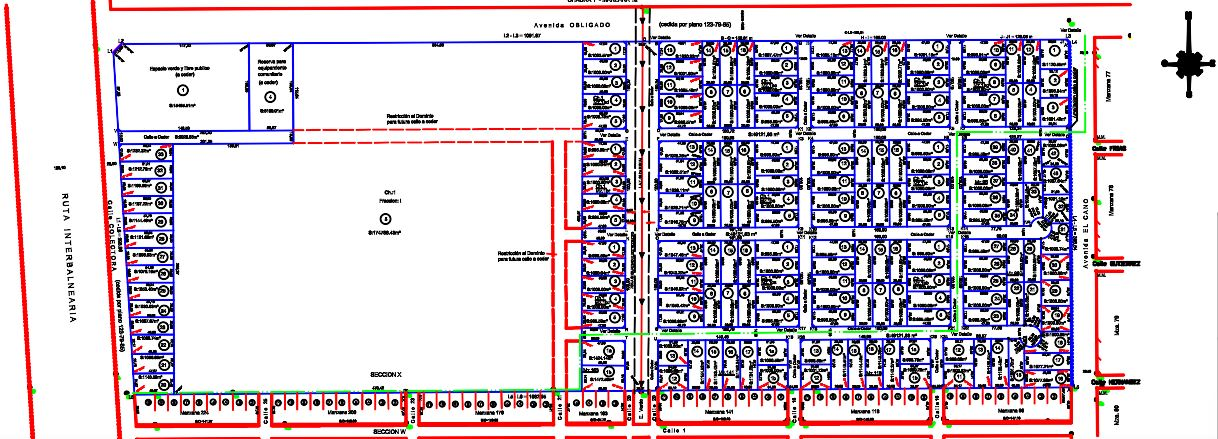
Plano último incorporación de nuevos lotes San Bernardo, Año 2013. Galo SA

Quedando los límites actuales entonces como: al Este el Mar Argentino, al oeste la Ruta Provincial 11-Inter balnearia-, al Norte la calle Rafael Obligado, que  lo separa de la localidad de Costa Azul, al Sur la calle denominada Av. Gral. Belgrano lo separa de la localidad de Mar de Ajó.
Límites cambiados
Según algunos mapas, el límite Norte con Costa Azul es diferente. Al sector ubicado entre las calles General Urquiza -o en algunos casos Ramos Mejía- y Obligado, en Costa Azul, se lo llama Playa Grande. Si bien pertenece a la localidad de Costa Azul, algunos hoteles, balnearios e inmobiliarias llaman a este sector de 4 cuadras de norte-sur, lindante a san bernardo como "Playa Grande-San Bernardo" con un afán comercial.

## Radios
88.3 FM Mega
90.3 FM Familiar
91.7 FM Cadena Music
91.9 FM
95.7 FM DIGITAL  www.digital957.com.ar  
96.1 PUNTO UNO RADIO  www.puntouno.com.ar
96.5 FM Red 92
96.9 FM Bis
97.1 FM Om Radio
97.7 FM Electro Now
98.5 FM Cielo
99.1 FM X Radio
99.5 RadioBeach  http://www.radiobeach.net.ar
99.9 FM La 99.9 RadioNoticias
100.7 FM Marina del Tango
101.1 FM Free
101.5 FM Neo
102.1 FM Track
102.7 FM Océano
103.3 FM Laser Max
103.7 FM
103.9 FM | NdR Radio | http://www.ndrradio.com.ar/ www.ndrradio.com.ar
104.1 FM  Cadena Music
104.5 FM Latina
104.7 Opinión FM
105.5 FM Pop San Bernardo
105.9 FM La Quinta
106.5 FM Del Sol
106.9 FM LRV 415     http://www.radiobeach.net.ar
107.1 FM Nexs

## Atractivos
Históricamente se la nombró: "La ciudad del Sol y la familia". 

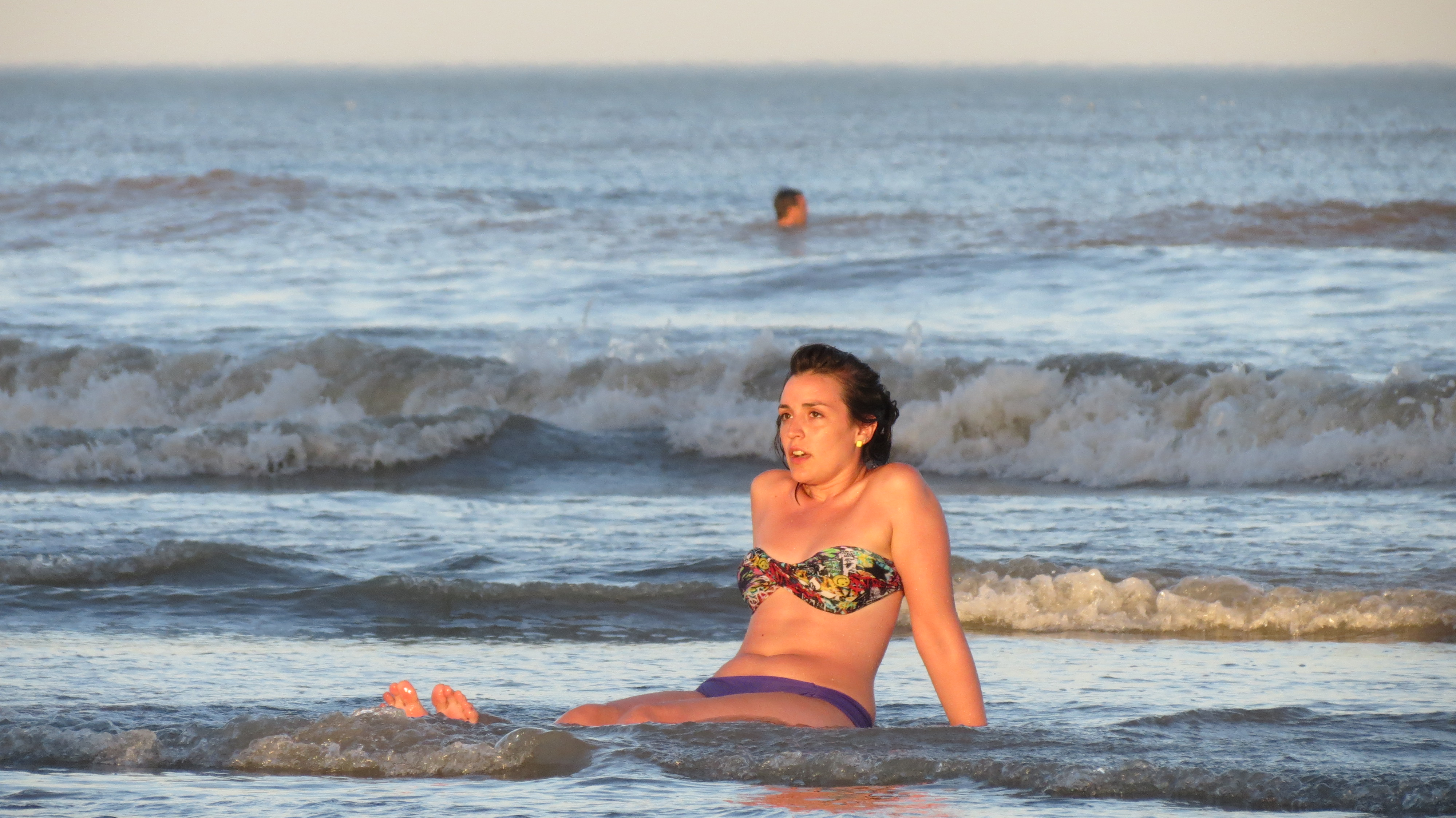
Bañista tomando el sol en la playa de San Bernardo.

Por tal motivo desde 1985 se celebra la fiesta del Sol y la familia que desde 1991 fue declarada Fiesta Nacional del Sol y la Familia a celebrarse anualmente el tercer fin de semana de diciembre.

Su avenida principal es la avenida San Bernardo, que es la calle de acceso y desemboca directamente a la playa. Allí se destacan bares y boliches bailables que conforman el mayor circuito nocturno del Partido.
 
Las otras dos arterias principales son Av. Costanera, que separa la urbanización de la costa y la calle Juan Carlos Chiozza: peatonal del 1 de enero hasta el último día de febrero, desde las 20:00 hasta las 02:00. Chiozza ofrece un ambiente cosmopolita en verano, se extiende por más de 14 cuadras con diferentes comercios que van desde heladerías, restaurantes, negocios de ropa hasta cines y teatros. Los turistas que arriban durante la temporada veraniega alcanzan los cientos de miles, destacándose el turismo familiar.

## Plazas
Plaza de La Familia

Esta plaza se encuentra justo cortando la avenida San Bernardo, entre las calles Santiago del Estero y avenida Tucumán. Cuenta con una imponente arboleda. Es la sede de la Fiesta Nacional del Sol y La Familia, que se realiza el tercer fin de semana del mes de diciembre a modo de apertura oficial de la temporada estival. Sobre un lateral, durante el verano, funciona una variada Feria Artesanal que antiguamente supo ocupar la parte central de la plaza.
Plaza San Juan Bosco

También conocida como Don Bosco, lleva este nombre en homenaje a Juan Bosco fundador de la Congregación Salesiana. Está emplazada entre las calles Catamarca, Mitre, De La Reducción y Mensajerías y cuenta con una frondosa arboleda de más de 50 años y un sector de Juegos, construidos en madera. En la esquina de Mitre y De La Reducción, se halla la Gruta Virgen de Luján, muy visitada. Antiguamente, funcionaba allí una bomba de agua, de la que brotaba agua fresca y potable. También existe allí un modesto skatepark.
Plaza del Bosque

También conocida como Plaza Pedro Goyena o Plaza San Martín, se encuentra ubicada en la manzana delimitada por las calles Santiago del Estero, Drumond, Machado y avenida Tucumán.
Plaza Arnaldo B. Dávila, Velacho

Está emplazada sobre los médanos de la Costanera en la intersección con la avenida San Bernardo. Aquí se encuentra la cruz que simboliza el sitio de fundación de San Bernardo.
Plaza de Los Maestros

Se encuentra en la intersección de la calle 18 y Querini.
Plaza San Carlos

Se encuentra ubicada en la manzana delimitada por la calle 20, Zuviría, calle 1 y calle 21. En a esquina de Zuviría y Calle 21, se halla emplazada una imagen de Santa Lucía.
Plaza Escuela 15

Se encuentra ubicada contigua a la escuela N.º 15, en Gaboto entre Querini y Andrade.

### Cancha de fútbol
La cancha perteneciente a la Asociación de Fomento San Bernardo se halla en la intersección de la calle Madariaga y De La Reducción.

## Iglesias
Capilla Stella Maris

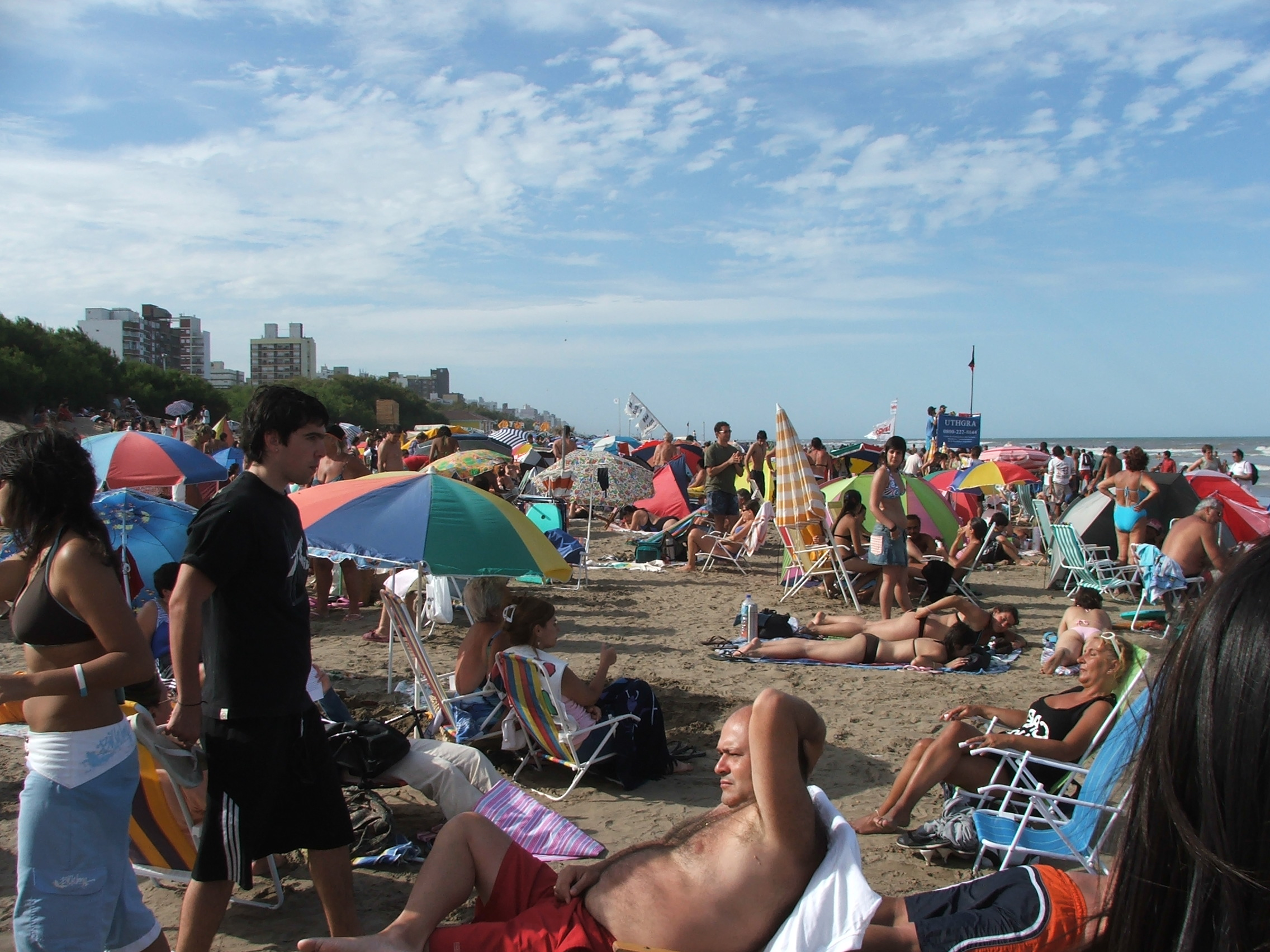
Playa de San Bernardo.

Al soñar el balneario, Chiozza había pensado en la capilla. El Doctor Podestá, otro gran impulsor de la ciudad, se ocupó personalmente de realizar todos los trámites. El Monseñor Chimento, Arzobispo de la Plata dio la autorización pidiendo que se pusiera a la Capilla el nombre de Stella Maris. Chiozza donó un triángulo de 3.230 metros, limitado por las calles Av. Mitre, Falkner y Diagonal Urquiza y allí se construyó la capilla, previéndose futuras ampliaciones.
La obra se inició en 1948 y el 17 de marzo de 1949 se inauguró.
El altar gótico (retablo y mesa) y demás accesorios fueron realizados en madera. El trabajo realizado desapareció años después al reformarse la capilla. Actualmente, sus paredes poseen unos frescos realizados por la artista Lucía Franco.
Templo San Bernardo

El proyecto estuvo a cargo de los Arquitectos Rubén Tormé y Enrique Monaldi, la piedra fundamental se colocó en febrero de 1982 y fue inaugurado en diciembre de 1992. El templo es de estilo modernista, en el altar se halla la obra llamada "El Milagro", del pintor Raúl Tomesek, el Cristo tiene la particularidad de carecer de rostro. Hay además una importante cantidad de esculturas realizadas en madera de cedro paraguayo y un pesebre con imágenes en tamaño natural que es una réplica exacta de la que tiene el Papa en el Vaticano, de procedencia italiana. El templo tiene una capacidad de 600 personas sentadas y 400 de pie.
Nuestra Señora de Caacupé

Este templo se encuentra en la calle Garay entre la calle 20 y la 21.

## Deportes
Los principales clubes de fútbol de San Bernardo del Tuyú son: la Asociación de Fomento San Bernardo, fundada en 1958 y C.A.J.U. Club Atlético Juventud Unida de San Bernardo, fundado en 2001.

Ambos clubes participan de la Liga de fútbol del Partido de la Costa.
El equipo de Fútbol de la Asociación de Fomento San Bernardo, logró en julio de 2024 coronarse por primera vez como campeón de la Liga de Fútbol del Partido de la Costa.

## Población
Como se trata de una ciudad balnearia, San Bernardo recibe cientos de miles de turistas cada verano pero no cuenta con mucha población fuera de temporada.
En el censo poblacional de 2010 se lo integró en el aglomerado urbano denominado Mar de Ajó - San Bernardo junto con las localidades de Mar de Ajó, Nueva Atlantis, La Lucila del Mar y Aguas Verdes con 28,466 habitantes (Indec, 2010) totales en la aglomeración.
| 1947 | 1960 | 1970 | 1980 | 1991 | 2001 | 2010 |
| ---- | ---- | ---- | ---- | ---- | ---- | ---- |
|      |      |      |      | 4512 | 6966 | 8133 |

## Parroquias de la Iglesia católica en San Bernardo del Tuyú
| Diócesis  | Chascomús    |
| --------- | ------------ |
| Parroquia | San Bernardo |